# 小行星5783
小行星5783（英語：5783 Kumagaya）是一颗围绕太阳公转的小行星。1991年2月5日，T. Hioki、早川修司在奥多摩町发现了此天体。
这颗小行星的绝对星等为207.80606等。